# Источни бетонг
Источни бетонг (Bettongia gaimardi) је врста сисара торбара из породице бетонга, поторија и пацов-кенгура (Potoroidae).

## Распрострањење
Ареал врсте је ограничен на једну државу. Аустралија је једино познато природно станиште врсте.

## Станиште
Станиште врсте су шуме. 

## Угроженост
Ова врста је на нижем степену опасности од изумирања, и сматра се скоро угроженим таксоном.